# ホンダ・レブル

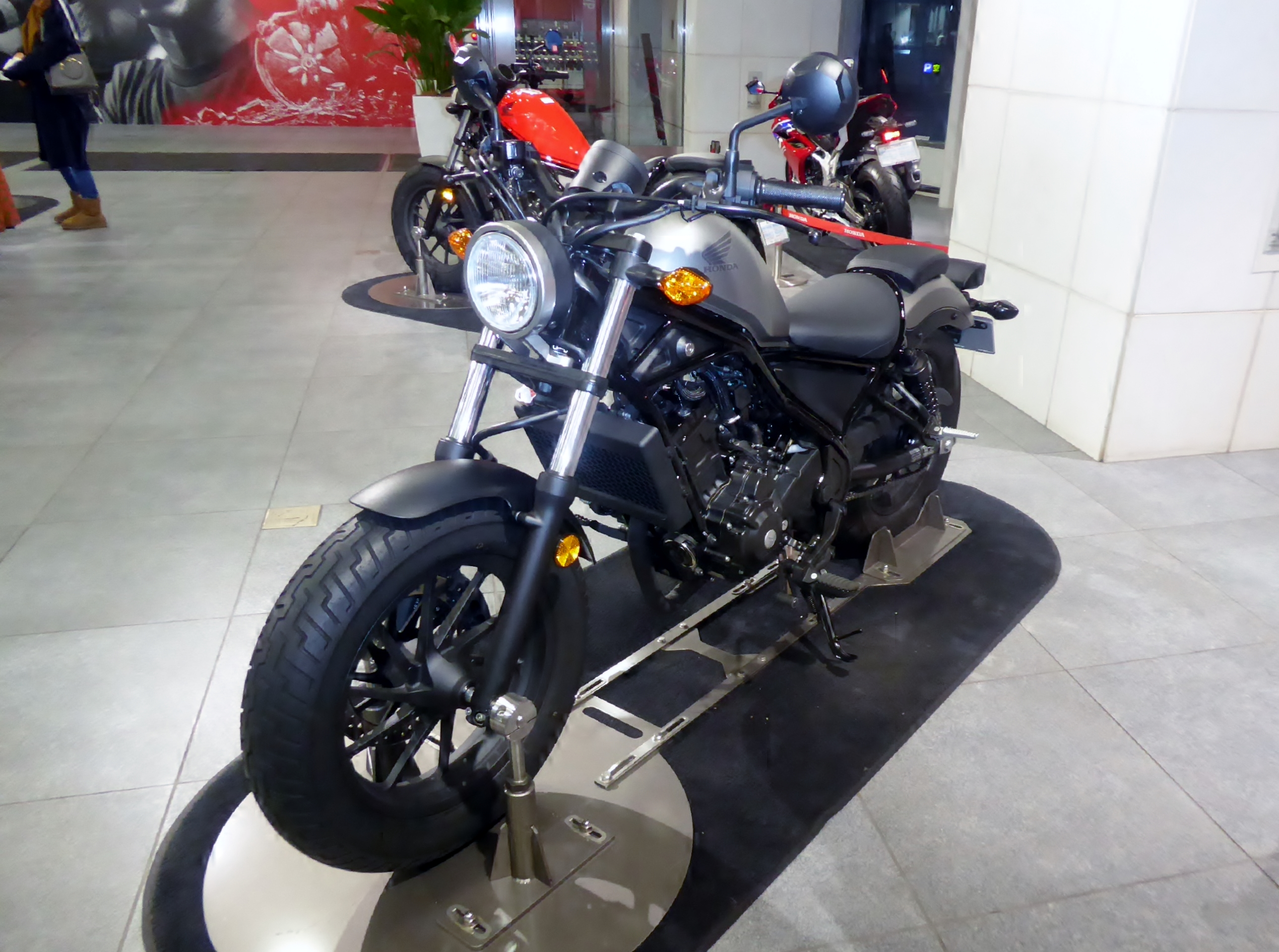
Rebel 250（2BK-MC49）、斜め前から

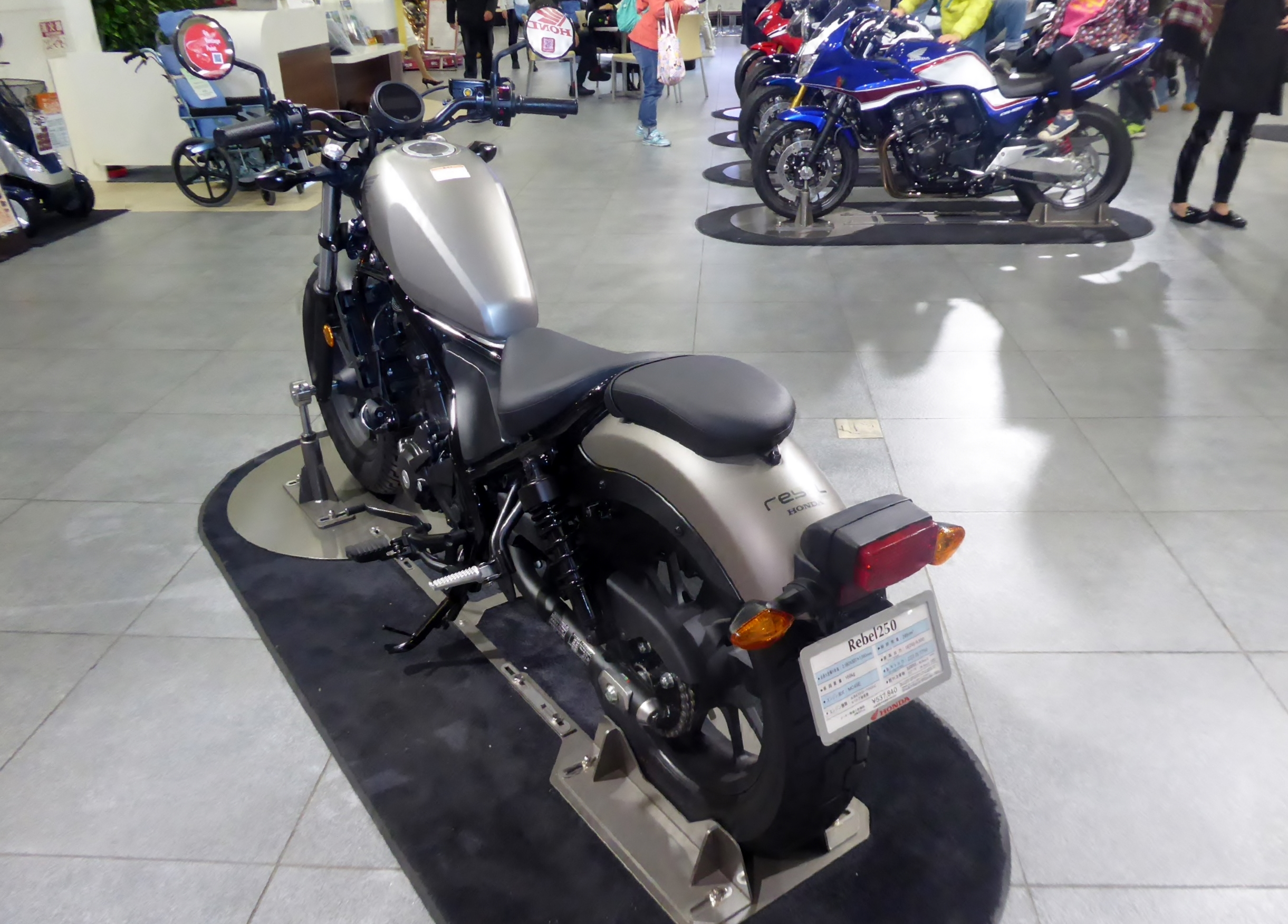
Rebel 250（2BK-MC49）、後方斜め上から

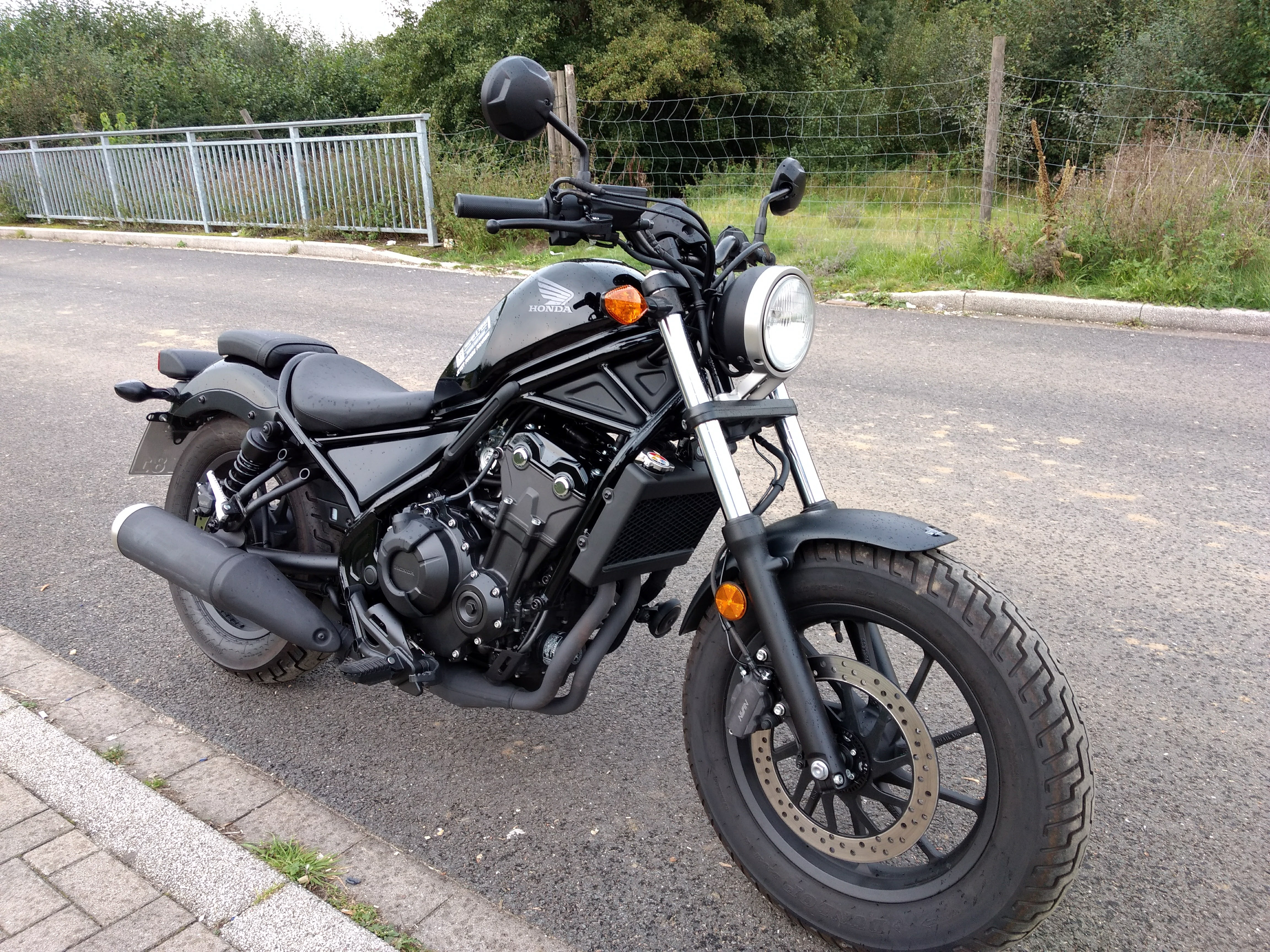
Rebel 500

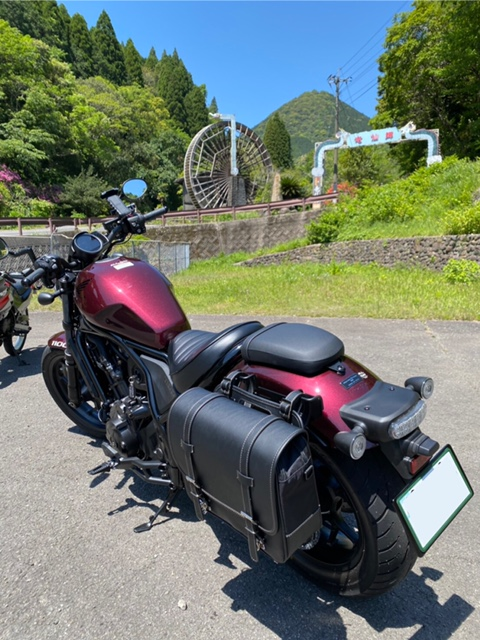
Rebel 1100 DCT

レブル（REBEL）は、本田技研工業が1985年から製造・販売しているスポーツ・オートバイであり、ホンダとしてのジャンルはアメリカンではなくロードスポーツ車となっている。

## 概要
車名の「Rebel レブル」は日本語に直訳すると「反逆」を意味し、おしきせを排し自由に行動することをテーマにしており、当初は排気量250㏄クラス日本国内向け仕様のロードスポーツタイプモデルの単独車名として使用され、後に海外向け輸出仕様車へはペットネームとしても使用されるようになった。
本モデル以前に本田技研工業が製造販売したアメリカンタイプには、ホークシリーズから派生したCM400T・CM250T、ベンリイシリーズから派生したCM125T、カスタムのペットネームをつけるモデルではCBシリーズからCB650カスタム・CB750カスタム、CBXシリーズからはCBX400カスタム、GLシリーズからはGL400カスタム→ウイングカスタム・500カスタムなどが存在したが、いずれもベースとなったネイキッドモデルの外装変や後輪タイヤ小径扁平化を中心にした仕様変更によるものにすぎず、本格的なスタイルは実現できていなかった。
これに対して、レブルの開発にあたりホンダは、フレームを上述の従来モデルのように従来品を流用することは止め、このレブルのために最初からフロントフォークキャスター角を増やしステアリングヘッド位置を下げた専用フレームを開発し、それにより本格的なローアンドロングスタイル（低く、長いスタイル）の車体を実現させた。
ジャンルがアメリカンではないと言われる所以としては、レブルに採用されているフレームはダイヤモンドフレームで、これはアメリカンで人気があったカワサキ・エリミネーター等も採用していたが、レブルはフレームの形を隠すようにタンクなどで深く覆う外装が多く、アメリカンバイクには採用されにくい形である。
それに加え、足を垂直に降ろし、前に投げ出さないスタイルはクルーザータイプと言えず、キャスター角も往年のアメリカンは概ね30°以上なのに対し、レブルは28°しかない。
さらにエンジンはCB250から流用の単気筒で、タイヤサイズが90扁平の16インチタイヤで前後同じである（アメリカンタイプのタイヤはフロントが細くリアが太い）。
故にレブルはアメリカンではなく、単にシートが低くて、ハンドルが近いスポーツバイクと言える。

## 車両解説

### MC13型
車名は日本国内仕様が英文字表記のREBEL、北米向け輸出仕様が当初はCMX250、後にCMX250Cとされたモデルで、日本国内仕様は1985年4月18日発表、同月30日発売。
フレームこそ専用品のセミダブルグレードルであるが、搭載されるエンジンは250Tシリーズと共用する排気量233㏄のMC06E型空冷4ストロークSOHC2気筒とされたほか、5速マニュアルトランスミッションも共用部品である。カラーリーングの違いから、標準車とスペシャルが設定された。
1986年11月4日仕様変更を発表、標準車は同月5日、スペシャルは同月10日発売。
- キャブレターをVE08型1基からVE26型2基に変更し最高出力を22psへ向上
- 1次・2次減速比を見直し50km/h定地走行燃費が55→55.2㎞/Lへ向上
- カラーリングを変更

1988年5月20日仕様変更を発表、同年6月1日発売。
- 従来のプルバックハンドル仕様に加えスペシャルにフラットバーハンドル装着車を追加

1990年1月29日仕様変更を発表、同年2月10日発売。
- スペシャルを廃止
- 標準車にフラットバーハンドル装着車を追加
- エンジンオイル容量が1.8→1.9Lへ増加
- 車重増加に伴い50km/h定地走行燃費が47.1㎞/Lへダウン

1994年1月28日仕様変更を発表、同年2月14日発売。
- フラットバーハンドル装着車を廃止しプルバックハンドルの形状変更
- マフラーを左右1本出しから右側2本出しへ変更
- イグニッションスイッチを燃料タンク左下へ移設
- エンジン特性を変更し最高出力が21psへダウン
- 燃費を60km/h定地走行テスト値に変更したため43㎞/Lへダウン

日本国内仕様は1998年施行の平成10年自動車排出ガス規制により同年をもって生産終了となり、1999年で販売も終了。一方で北米向け輸出仕様は2000年以降も生産が継続され、2016年に後述するRebel 300へのモデルチェンジで生産終了となった。
※海外向け輸出仕様はen:Honda CMX250Cも参照のこと。

### CMX450 REBEL

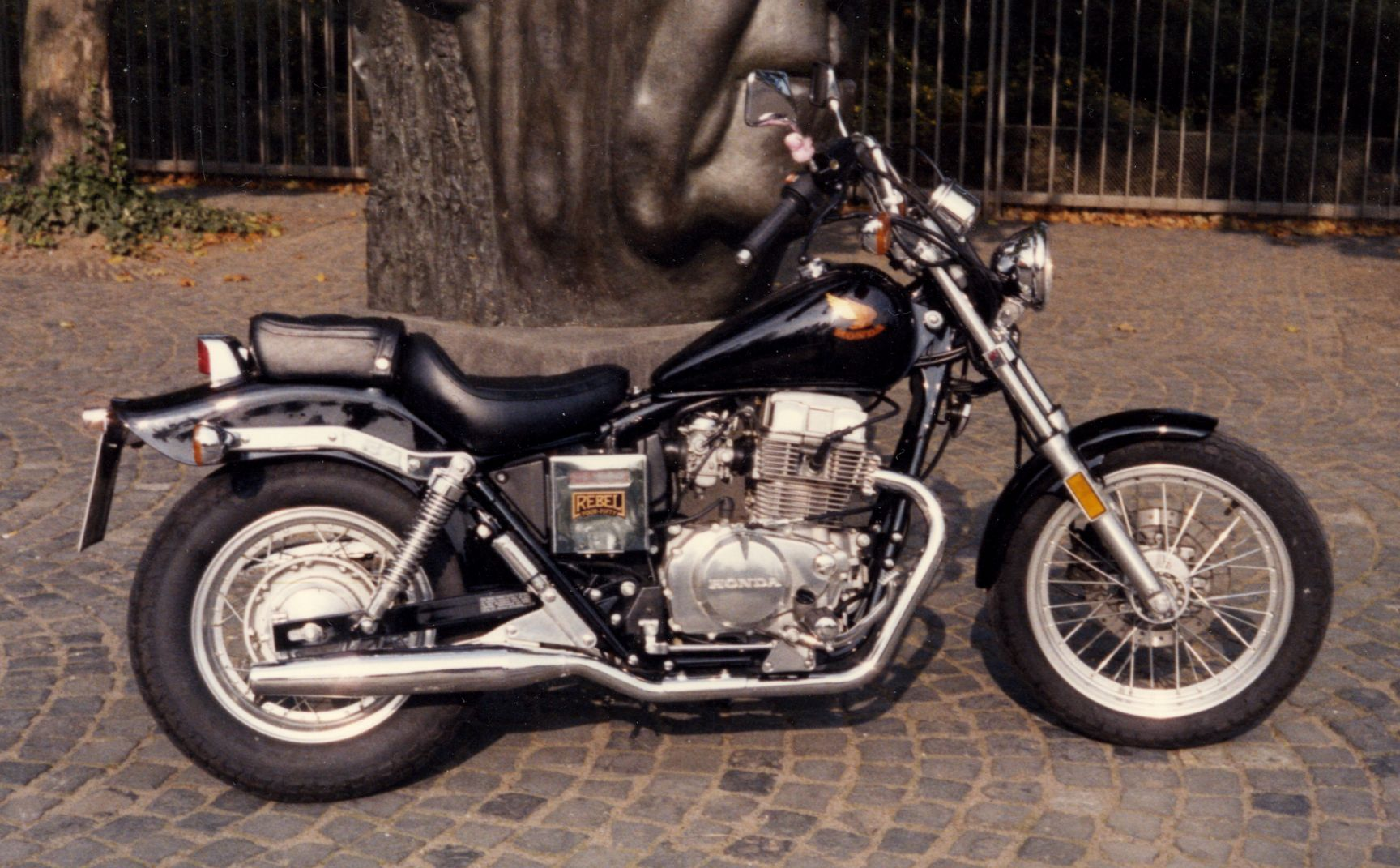
CMX450 REBEL

型式名PC17。CB450SCやCM450と同一の排気量447㏄空冷4ストロークSOHC2気筒エンジンならびに6速マニュアルミッションを搭載する。1986年・1987年モデルが生産された。
en:Honda CMX450も参照のこと。

### CA125 REBEL
型式名は前期型がJC24、後期型がJC26。125ccクラスの人気が高いヨーロッパ向けに開発されたモデル。車体はMC06と、コンポーネンツはJC06型CB125Tと共用するが、排気量124㏄空冷4ストロークSOHC2気筒エンジンは元々の原型であるCD125T同様の360°クランクである。1995年から2001年まで生産された。
de:Honda CA 125 Rebelも参照のこと。

### Rebel 500/300（北米）、レブル500/250（日本）
2016年11月18日に本田技研工業は、現地法人のアメリカン・ホンダモーターが現地時間17日にMC06型REBELをフルモデルチェンジし、北米仕様車は500cc、300ccの2モデル体制を発表したこと、日本国内仕様は500cc、250ccモデルで販売予定であることをアナウンスした。
日本国内仕様は、レブル500・レブル250として2017年4月14日発表、同月17日発売された。

#### レブル250 / Rebel 250
型式は2BK-MC49。Rebel 300の車体に排気量249ccのMC41型CBR250R用MC41E型水冷4ストローク4バルブDOHC単気筒エンジンを本モデル用にチューニングしたMC49E型を搭載する。
なお本モデルはレブル 500と異なりABSは標準で装備されず、ABS装着車はレブル 250<ABS>の車名で販売。また生産はタイホンダ・マニュファクチュアリングカンパニー・リミテッドが担当する。
レブル250は、2018年～2019年の新車登録台数の250cc枠で第一位になったオートバイである。
2019年1月11日にカラーリング変更を発表、1月25日発売。
2020年1月30日に仕様変更を発表、3月19日発売。
- 表記をレブル250からRebel 250に変更
- 灯火器を全てLEDに変更
- カラーリング変更
- S Editionを追加

2021年10月19日にS Editionの追加色を発表、2022年1月20日発売。
2022年10月14日に仕様変更を発表、12月22日発売。
- 平成32年（令和2年）排出ガス規制に対応、識別記号が2BKから8BKとなる。
- カラーリング変更

#### Rebel 300
継続生産されていたMC06型REBEL北米向け輸出仕様の実質的フルモデルチェンジ車である。本モデルからはフレームがダイヤモンド型へ変更された。また搭載されるエンジンはCBR300R用排気量286cc水冷4ストローク4バルブDOHC単気筒エンジンを本モデル用にチューニングしたものである。

#### Rebel 500 / レブル500
車名は北米仕様がREBEL 500、日本国内仕様がレブル500。日本仕様の型式は2BL-PC60。搭載される排気量471ccのPC60E型水冷4ストローク4バルブDOHC2気筒エンジンは、PC44型CBR500R・CB500F・CB500X用のPC44E型を本モデル用にチューニングしたものである。
なお本モデルはABSを標準装備するほか、熊本製作所で生産される。
以降は日本国内仕様の仕様変更について記載する。
2019年1月11日にカラーリング変更を発表、2月15日発売。
2020年2月27日にマイナーチェンジを発表、4月24日発表。
- 表記をレブル 500からRebel 500に変更

2022年11月25日にマイナーチェンジを発表、2023年1月26日発売。
- 平成32年（令和2年）排出ガス規制に対応、識別記号が2BLから8BLとなる。
- カラーリング変更

### Rebel 1100
2020年12月18日発表。型式は8BL-SC83。 排気量1,082ccのSC83E型水冷4ストロークOHC4バルブ直列2気筒エンジンを搭載。 DCTモデルは2021年3月11日、 マニュアルモデルは5月13日発売。
2022年11月25日にRebel 1100Tの追加、従来モデルのカラーリング変更を発表、2023年2月23日発売。
2024年1月25日にカラーリング変更を発表、2月22日発売。

## 日本国内仕様諸元
| 車名                   | REBEL                          | レブル 250                   | レブル 500                   | Rebel 1100                   | Rebel 1100 Dual Clutch Transmission |
| 型式                   | MC13                           | 2BK-MC49                     | 2BL-PC60                     | 8BL-SC83                     | 8BL-SC83                            |
| モデルイヤー           | 1985                           | 2017                         | 2017                         | 2021                         | 2021                                |
| 全長（m）              | 2.115                          | 2.190                        | 2.190                        | 2.240                        | 2.240                               |
| 全幅（m）              | 0.815                          | 0.820                        | 0.820                        | 0.850                        | 0.830                               |
| 全高（m）              | 1.100                          | 1.090                        | 1.090                        | 1.115                        | 1.115                               |
| 最低地上高（m）        | 0.140                          | 0.150                        | 0.135                        | 0.120                        | 0.120                               |
| ホイールベース（m）    | 1.460                          | 1.490                        | 1.490                        | 1.520                        | 1.520                               |
| 最低回転半径（m）      | 2.6                            | 2.8                          | 2.8                          | 2.9                          | 2.9                                 |
| シート高（m）          | 0.660                          | 0.690                        | 0.690                        | 0.700                        | 0.700                               |
| 車両重量（kg）         | 147                            | 168                          | 190                          | 223                          | 233                                 |
| 乗車定員（人）         | 2                              | 2                            | 2                            | 2                            | 2                                   |
| 定地走行燃費 （km/L）  | 55 （50㎞/h）                  | 46.5 （60㎞/h）              | 40.2 （60㎞/h）              | 31.5 （60㎞/h）              | 31.5 （60㎞/h）                     |
| WMTCモード値 （km/L）  | -                              | 34.1 （クラス2-2）           | 27.0 （クラス3-2）           | 18.7 （クラス3-2）           | 18.7 （クラス3-2）                  |
| 原動機型式             | MC06E                          | MC49E                        | PC60E                        | SC83E                        | SC83E                               |
| 冷却・動弁             | 空冷DOHC2気筒                  | 水冷DOHC単気筒               | 水冷DOHC2気筒                | 水冷OHC2気筒                 | 水冷OHC2気筒                        |
| 総排気量（㏄）         | 233                            | 249                          | 471                          | 1,082                        | 1,082                               |
| 内径x行程（mm）        | 53.0x53.0                      | 76.0×55.0                    | 67.0×66.8                    | 92.0×81.4                    | 92.0×81.4                           |
| 圧縮比                 | 9.2                            | 10.7                         | 10.7                         | 10.1                         | 10.1                                |
| 最高出力               | 21ps/8,500rpm                  | 19kW 26ps/9,500rpm           | 34kW 46ps/8,500rpm           | 64kW 87ps/7,000rpm           | 64kW 87ps/7,000rpm                  |
| 最大トルク             | 2.0kg-m/7,000rpm               | 22Nm 2.2kgf・m/7,750rpm      | 43Nm 4.4kgf・m/6,500rpm      | 98Nm 10.0kgf・m/4,750rpm     | 98Nm 10.0kgf・m/4,750rpm            |
| 始動方式               | セルフ                         | セルフ                       | セルフ                       | セルフ                       | セルフ                              |
| 燃料供給               | VE08型キャブレター1基          | 電子式燃料噴射装置（PGM-FI） | 電子式燃料噴射装置（PGM-FI） | 電子式燃料噴射装置（PGM-FI） | 電子式燃料噴射装置（PGM-FI）        |
| 点火方式               | CDI                            | フルトランジスタ式バッテリー | フルトランジスタ式バッテリー | フルトランジスタ式バッテリー | フルトランジスタ式バッテリー        |
| 潤滑方式               | 圧送飛沫式併用ウエットサンプ   | 圧送飛沫式併用ウエットサンプ | 圧送飛沫式併用ウエットサンプ | 圧送飛沫式併用ウエットサンプ | 圧送飛沫式併用ウエットサンプ        |
| 燃料タンク容量         | 10L                            | 11L                          | 11L                          | 13L                          | 13L                                 |
| クラッチ               | 湿式多板コイルスプリング       | 湿式多板コイルスプリング     | 湿式多板コイルスプリング     | 湿式多板コイルスプリング     | 湿式多板コイルスプリング            |
| 変速機                 | 常時噛合式5段リターン          | 常時噛合式6段リターン        | 常時噛合式6段リターン        | 常時噛合式6段リターン        | 電子式6段変速(DCT)                  |
| 1速                    | 2.846                          | 3.416                        | 3.285                        | 2.866                        | 2.562                               |
| 2速                    | 1.777                          | 2.250                        | 2.105                        | 1.888                        | 1.761                               |
| 3速                    | 1.333                          | 1.650                        | 1.600                        | 1.480                        | 1.375                               |
| 4速                    | 1.083                          | 1.350                        | 1.300                        | 1.230                        | 1.133                               |
| 5速                    | 0.913                          | 1.166                        | 1.150                        | 1.064                        | 0.972                               |
| 6速                    | -                              | 1.038                        | 1.043                        | 0.972                        | 0.882                               |
| 1次減速比              | 3.631                          | 2.807                        | 2.029                        | 1.717                        | 1.863                               |
| 2次減速比              | 2.285                          | 2.571                        | 2.666                        | 2.625                        | 2.625                               |
| フレーム形式           | ダブルグレードル               | ダイヤモンド                 | ダイヤモンド                 | ダイヤモンド                 | ダイヤモンド                        |
| フロントサスペンション | テレスコピック                 | テレスコピック               | テレスコピック               | テレスコピック               | テレスコピック                      |
| リヤサスペンション     | スイングアーム                 | スイングアーム               | スイングアーム               | スイングアーム               | スイングアーム                      |
| キャスター/トレール    | 32°00′/120mm                   | 28°00´/110mm                 | 28°00´/110mm                 | 28°00´/110mm                 | 28°00´/110mm                        |
| タイヤ（前）           | 3.00-18-4PR                    | 130/90-16M/C 67H             | 130/90-16M/C 67H             | 130/70-18M/C                 | 130/70-18M/C                        |
| タイヤ（後）           | 130/90-15 66P                  | 150/80-16M/C 71H             | 150/80-16M/C 71H             | 180/65-16M/C                 | 180/65-16M/C                        |
| フロントブレーキ       | 油圧式シングルディスク         | 油圧式シングルディスク       | 油圧式シングルディスク       | 油圧式シングルディスク       | 油圧式シングルディスク              |
| リヤブレーキ           | 機械式リーディングトレーリング | 油圧式シングルディスク       | 油圧式シングルディスク       | 油圧式シングルディスク       | 油圧式シングルディスク              |
| 標準税抜価格           | \339,000                       | \498,000                     | \727,000                     | \1,000,000                   | \1,100,000                          |
| ---------------------- | ------------------------------ | ---------------------------- | ---------------------------- | ---------------------------- | ----------------------------------- |